# João Manuel Pereira da Silva

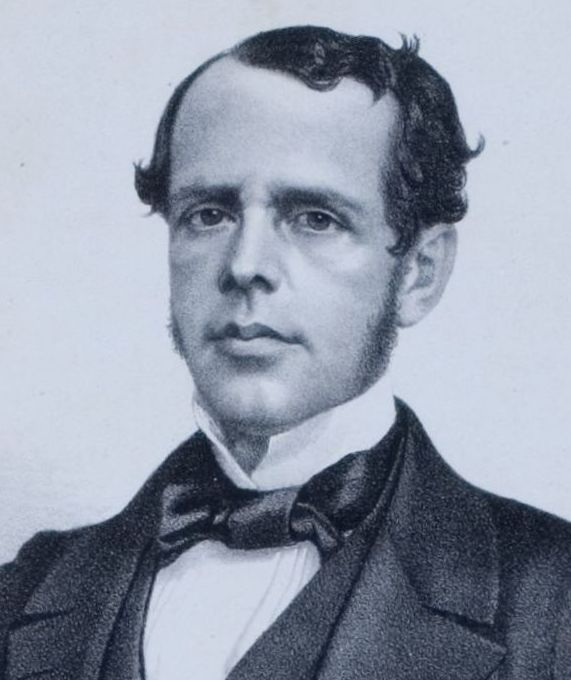
Porträtlithografie, veröffentlicht 1861.

João Manuel Pereira da Silva (* 30. August 1817 in Iguaçu, heute Nova Iguaçu; † 14. Juni 1898 in Paris) war ein brasilianischer Autor, Historiker und Politiker.

## Leben
João Manoel Pereira da Silva wurde als Sohn des portugiesischen Händlers Miguel Joaquim Pereira da Silva und Joaquina Rosa de Jesus e Silva in dem damaligen Vila de Iguassu in dem Kapitanat Rio de Janeiro des Königreichs Brasilien geboren. Er studierte von 1834 bis 1838 Rechtswissenschaften in Paris. Nach seiner Rückkehr nach Brasilien, widmete er sich neben seinem Beruf als Rechtsanwalt der Literatur und Geschichtswissenschaft. In Niterói schloss er sich einer Gruppe von Intellektuellen an. Er gründete 1839 zusammen mit Pedro de Alcântara Bellegarde und Josino do Nascimento Silva, die Zeitschrift Revista Nacional e Estrangeira, die jedoch nur bis 1841 bestand. Als sein Opus magnum gilt das siebenbändige Werk História da fundação do Império, das die Zeit von 1808 bis 1821, die Zeit vor der Gründung des Kaiserreichs Brasilien, behandelt.
Er war in der Provinz Rio de Janeiro mehrfach Abgeordneter des Partido Conservador von 1843/44, 1848, 1850/1852, 1853/1856, 1867/1868, 1869/1870, 1872/1875, 1877, 1882/1884 und 1886/1887. Von 1888 bis 1889 war er Mitglied des kaiserlichen Senats von Brasilien und trug den Titel Reichsrat (portugiesisch Conselho do Império). Nach Ausrufung der Republik zog er sich aus dem politischen Leben zurück und veröffentlichte 1897 eine Autobiographie mit dem Titel Memórias do meu tempo.
Pereira da Silva war verheiratet mit Maria Elisa de Sauvan Monteiro de Barros, ihre Tochter Maria Elisa ehelichte den Diplomaten Marcos Antônio de Araújo e Abreu (2. Baron Itabujá).

## Wirken
Pereira da Silva galt als Vielschreiber (Polygraph). Er veröffentlichte einen der ersten literaturkritischen Beiträge eines Brasilianers zur romantischen Literatur.

## Werke
Romane und Erzählungen
- Uma paixão de artista, 1838
- Religião, amor e pátria, 1839
- O aniversário de D. Manuel em 1828, 1839
- Aspásia, Rio de Janeiro, ohne Datum
- Felinto Elísio e sua época, 1891

Crônicas
- Jerônimo Corte-Real, 1840
- Manuel de Moraes, 1866

Schriften
- Parnaso brasileiro, 2 Bände, 1843–1848
- Plutarco brasileiro, 2 Bände, 1847
- Os Varões illustres do Brasil durante os tempos coloniáes, 2 Bände, 1858 (Digitalisat)
- Obras literárias e políticas, 2 Bände, 1862
- História da fundação do Império, 7 Bände, 1864–1868
- Segundo período do Reinado de D. Pedro I no Brasil, 1871
- História do Brasil de 1831 a 1840, 1879
- Nacionalidade da língua e literatura de Portugal e do Brasil, 1884

Autobiographie
- Memórias do meu tempo, 1897

In das Deutsche ist keines seiner Werke übersetzt worden.

## Academia Brasileira de Letras
Pereira da Silva war Gründungsmitglied der Academia Brasileira de Letras, Sitz (Cadeira) Nr. 34.